# Музей вина Торджано
Музей вина Торджано або Музей вина Лунгаротті (італ. Museo del vino (Torgiano)) — приватний музей вина родини Лунгаротті у місті Торджано, Перуджа, Італія.

## Заснування і розташування
Ідея створення музею вина належала пані Марії Маркетті, мистецтвознавцю за фахом, дружині володаря виноробні Джорджо Лунгротті. Сам музей заснували 1974 року. Його експозиції розташовані у старовинному палаці Граціані-Бальйоні 17 століття. Порожнє приміщення старовинної сільської споруди тривалий час використовували як комори для збереження сільськогосподарської продукції.
Це не єдиний гастрономічний музей у веденні Фонда Лунгаротті. Вони також заснували Музей оливкового дерева і оливкової олії.

## Музейна збірка і фонди

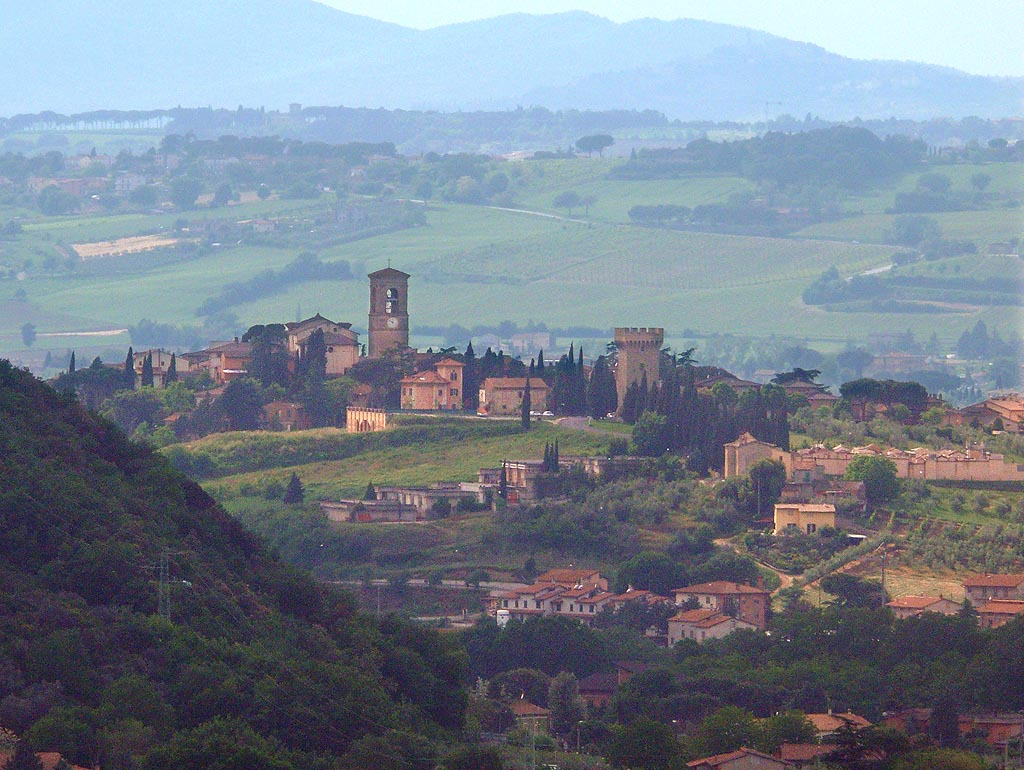
Селище Торджано.

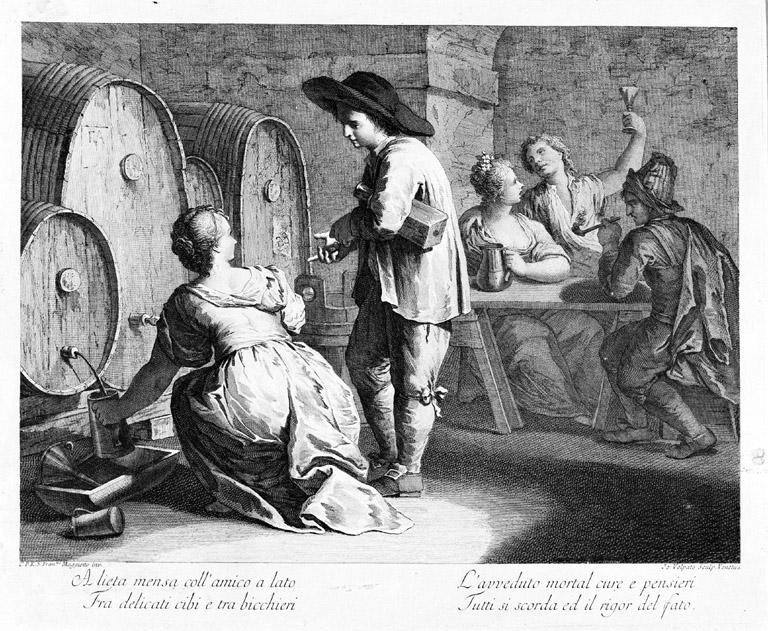
Джованні Вольпато. «Італійська корчма-остерія», Музей вина Торджано, Перуджа, Італія.

Музейна експозиція розташована у 20 залах. На початок 21 ст. фонди музею налічували близько 3000 експонатів. Збирали як археологічні знахідки, так і все, що характеризувало вино і виноробство як таке таке, те, що стосувалось історії вина і виноробства у Перуджі. У невеликій кількості у експозиції представлені давньогрецька кераміка, керамічні глеки і різноманітні пляшки, реманент виноробень, бочки і старовинні преси тощо. Хронологіно експозиція охоплює історію вина і виноробства від доби Бронзи і Античності до 20 ст.
Приділили уваги також допоміжним галузям ремісництва, дотично пов'язаних із виноробством і виготовленням вина — реманент для лозоплетіння, бондаря, коваля, конюха, кераміста тощо. Окрема експозиція — форми для випікання вафель. У Перуджі їх традиційно подавали до місцевого солодкого вина.
Окрема галузь — Вакх як бог покровитель виноробства і вина, відображення виноробства і вина у творах мистецтва. Музей зберігає старовинне погруддя Вакха, за припущеннями створеного Джироламо дела Роббіа (1488—1566).
Графічна колекція музею нараховує близько 600 робіт, де зберігають і демонструють гравюри, малюнки і винні етикетки (серед авторів — Андреа Мантенья, Аннібале Карраччі, Джованні Вольпато, Ренато Гуттузо тощо).

## Галерея фото

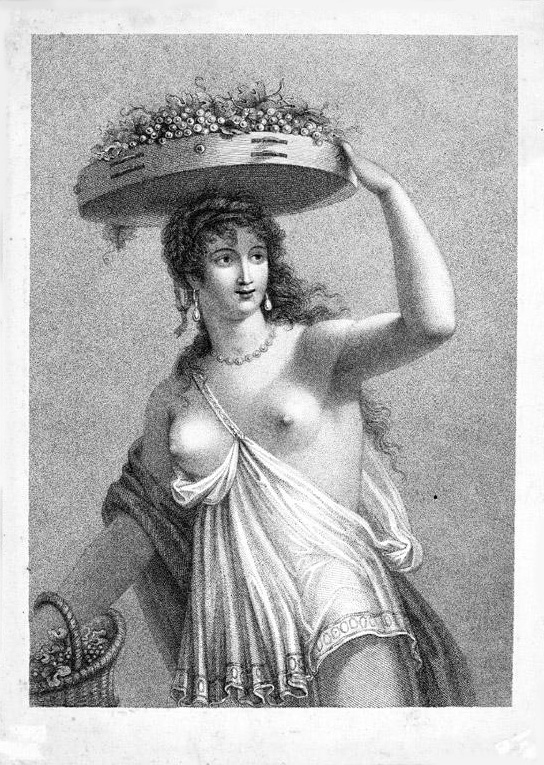
Напівоголена збирачка винограда. Гравюра 18 ст.
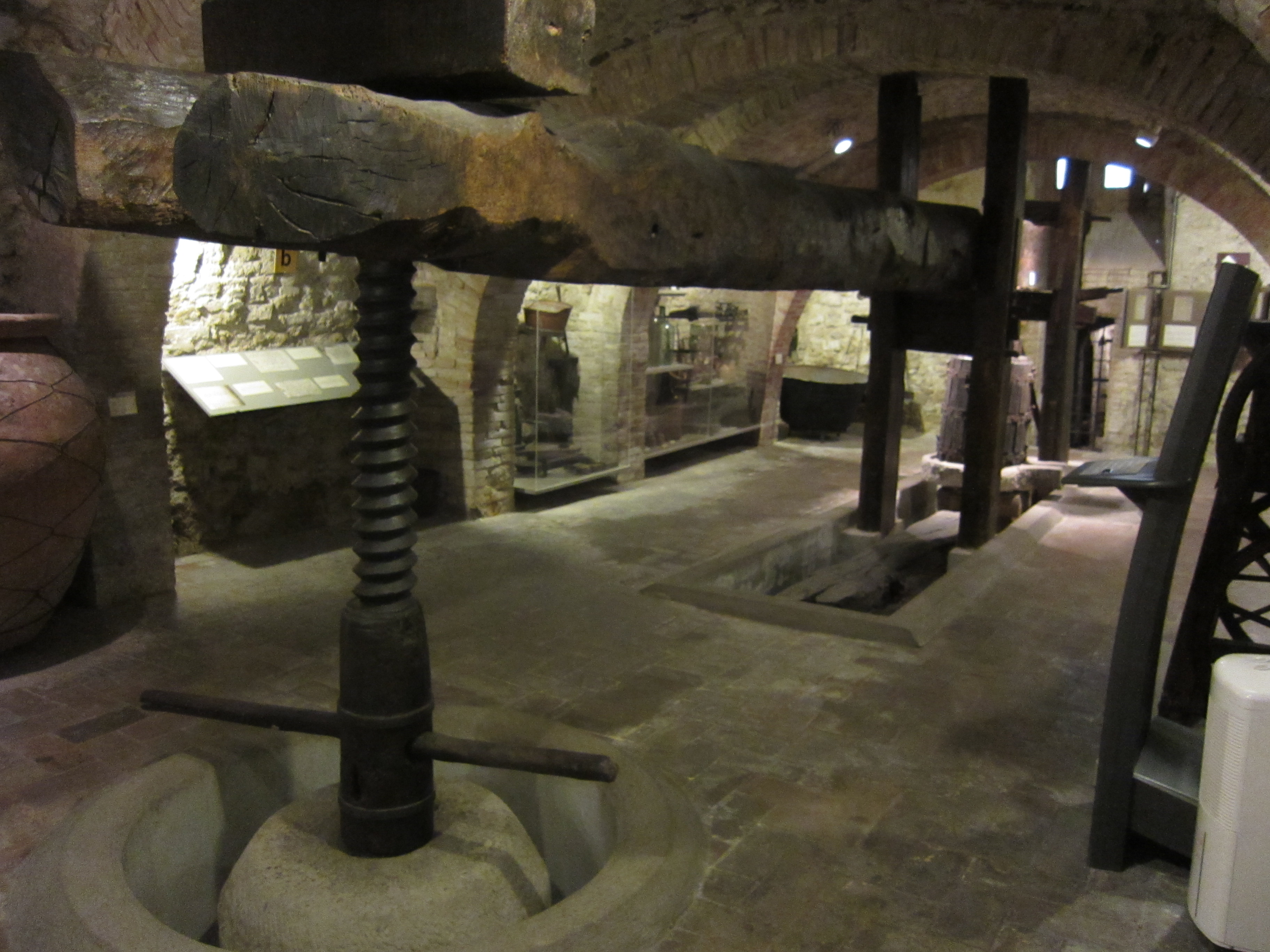
Експозиція зі старовинним сільськогосподарським знаряддям
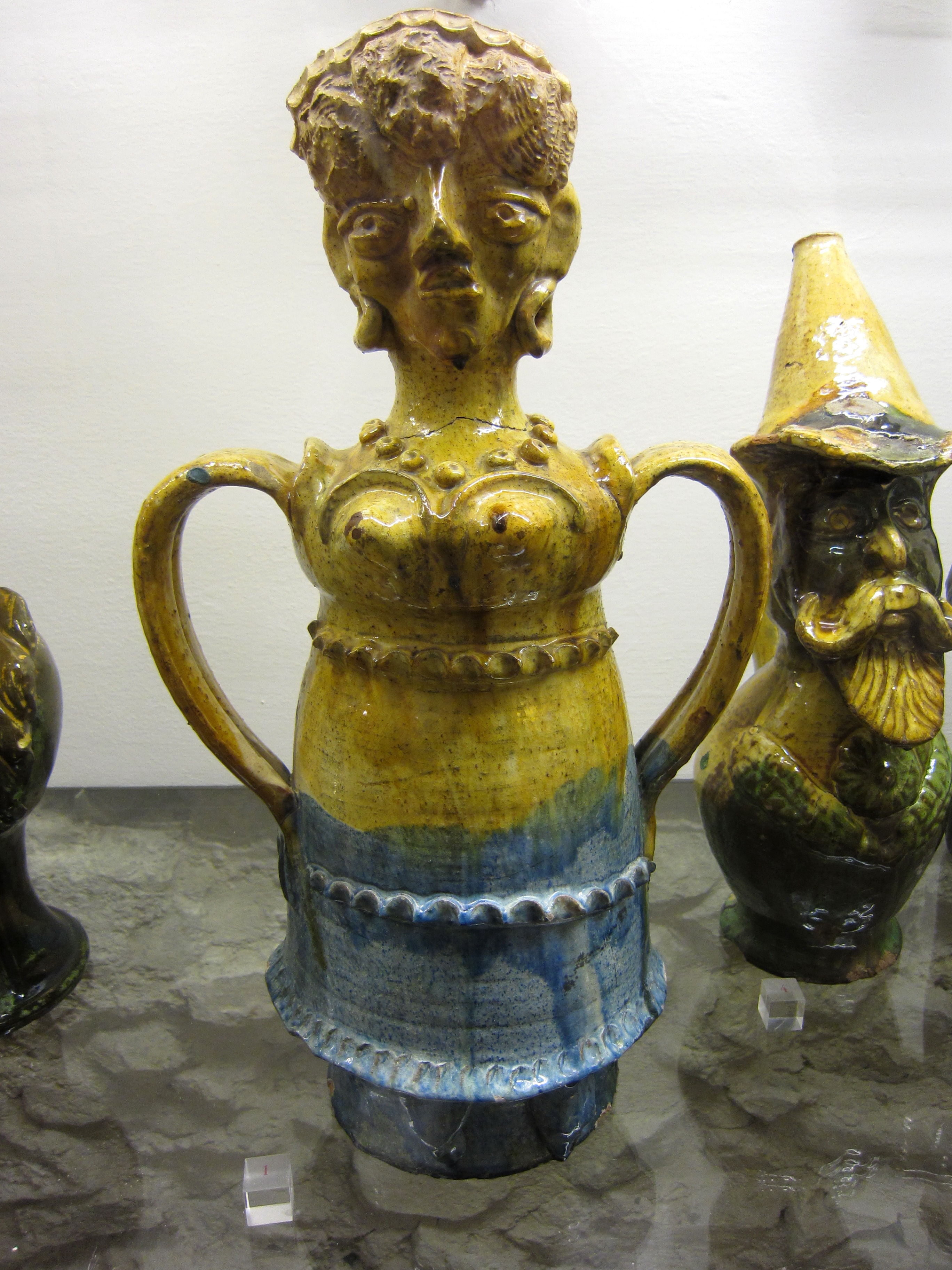
Керамічна пляшка, злам 19-20 ст.,  мануфактура Семінара